# Roxus
Roxus – australijski zespół rockowy, funkcjonujący w latach 1987–1993.

## Historia
Zespół został założony w 1987 roku w składzie: Juno Roxas (wokal), Dragan Stanic (gitara); John Nixon (bas); Darren Danielson (perkusja) i Andy Shanahan (instrumenty klawiszowe). Uwagę publiczności muzycy przykuli w 1989 roku, występując jako support przed Poison i Bon Jovi. Następnie podpisano kontakt z wytwórnią Melodian, która jeszcze w 1989 roku wydała dwa single grupy: „Stand Back” i „Body Heat”. Pierwszy z nich zajął 44. miejsce na australijskiej liście przebojów. Proponowany przez zespół wizerunek, obejmujący ubrania z czarnej skóry, bandany i podarte spodnie dżinsowe, wpłynął na wzrost popularności, co wykorzystano, publikując w 1990 roku EP pt. Live!; był on notowany na 33. miejscu na liście ARIA. W kwietniu 1991 roku grupa supportowała Warrant. Następnie ukazał się album studyjny zespołu pt. Nightstreet. Zajął on piąte miejsce na australijskiej liście przebojów, a dwie pochodzące z niego piosenki również były notowane: „Where Are You Now?” (13. miejsce) i „Bad Boys” (39. pozycja). Ponadto Nightstreet uzyskał status złotej płyty. Na początku 1992 roku Roxas i Stanic udali się do Los Angeles celem napisania nowych piosenek. W 1993 roku do zespołu dołączyli Zakk Zedras, Craig Harnath (bas) i Steve Moffitta (perkusja). W tym zestawieniu wydano dwa single: „Eternity” i „Almost Summer”. Następnie zaszły dalsze zmiany, kiedy to Zedrasa zastąpił Chris Doheny, a Harnatha – Warren Jenkins. Wkrótce później zespół z powodu niezadowalających wyników sprzedażowych rozpadł się.

## Dyskografia
- Live! (EP, 1990)
- Nightstreet (1991)